# Naeon
Naeon is een opensourceprogramma voor de bescherming tegen dataverlies. Het is geschikt voor verschillende Unix-achtige besturingssystemen en is gepubliceerd onder de GNU Affero General Public License V3.0 licentie.

## Geschiedenis
Naeon ontstond te midden van de eerste COVID-19 lockdowns uit frustratie over het toenemende aantal bedrijven en individuen dat hun gegevens kwijtraakte ten gevolge van ransomware en andere vormen van cybercriminaliteit. De onderliggende filosofie van Naeon is om een back-up te maken van de eigen data en deze vervolgens te versleutelen met dezelfde harde (of zelfs hardere) versleutelingstechnieken als die welke door cybercriminelen worden gebruikt. De versleutelde gegevens worden vervolgens opgeslagen op een manier die alleen toegankelijk is (en blijft) voor de eigenaar, ver buiten het bereik van onbevoegden. De eerste stabiele release dateert van februari 2021.

## Kenmerken
Naeon biedt een geavanceerde methode voor het veilig distribueren van vertrouwelijke gegevens over publieke netwerken, gebruikmakend van onkraakbare, client-side AES256 encryptietechnieken en zero-knowledge privacy voor een optimaal beveiligde opslag in de cloud dan wel andere externe locaties.
De versleutelde gegevens worden beschermd door ze onleesbaar te maken voor onbevoegde personen of processen, voordat ze worden overgebracht naar een openbaar netwerk.
Hiervoor wordt een combinatie van obfuscatie-, sharding- en generalisatietechnieken gebruikt. De coderingssleutel, evenals de aaneenschakelingsvolgorde van de opgesplitste gecodeerde gegevens, blijven bij de gebruiker, die zorg draagt voor een goede strategie voor (coderings-) sleutelbeheer.
Het gebruik van Naeon als back-up tool helpt het risico op gegevensverlies als gevolg van ransomware- en andere cyberaanvallen, evenals interne bedreigingen met betrekking tot databeveiliging-incidenten, te minimaliseren.
Naeon werkt op alle platforms die ondersteuning bieden voor bash, meer specifiek Unix-achtige besturingssystemen (zoals Linux, BSD en macOS). Naeon werkt eveneens onder Windows in combinatie met Cygwin of het Windows Subsystem for Linux.